# Смертельна Битва: Захисники Імперії
«Смертельна Битва: Захисники Імперії » (англ. Mortal Kombat: Defenders of the Realm) — американський науково-фантастичний мультсеріал, створений по мотивам відеоігор серії Mortal Kombat.
Серіал розповідає про групу воїнів, очолюваних Рейденом, що захищають Земний світ від загарбників, що проникають через різні міжпросторові портали з інших світів. У цю групу входять: Лю Кан, Кертіс Страйкер, Соня Блейд, Джакс, Кітана, Саб-Зіро і Нічний Вовк. Група базується на таємній базі, звідки Нічний Вовк і Рейден відстежують відкриття порталів. Воїни пересуваються на реактивних літаках, що мають форму драконів і здатних добиратися до будь-якої точки Землі за кілька хвилин. Шао Кан слугує головним лиходієм в серіалі, мріючи захопити Землю за допомогою бійців, набраних з інших світів. Серіал тривав один сезон і не отримав логічного завершення.

## Сюжет
Серіал слугує продовженням першого фільму «Смертельна Битва» (1995). Оскільки спершу він розраховувався на показ в суботньому блоці мультфільмів для дітей, серіал містить мало зображень насильства, відсутня кров, ворогами героїв здебільшого виступають кіборги та чудовиська. Образи персонажів переважно засновані на образах з ігор Mortal Kombat 3 і Ultimate Mortal Kombat 3.
Після останнього турніру Смертельної битви бар'єр Земного світу ослабнув. Захисники Землі відбивають напад кіборгів із Зовнішнього світу, керованих Сектором і Сайрексом. Саб-Зіро допомагає Захисникам вигнати нападників назад у Зовнішній Світ і попереджає, що Скорпіон готує ще більше вторгнення. Невдовзі бійці Зовнішнього світу проникають на базу Захисників, що укріплює підозри в зраді Саб-Зіро. Рейден заступається за Саб-Зіро, але Скорпіон зі своєю армією повсталих мерців вже проникає на Землю в Тибетських горах. Скориставшись його порталом, герої проникають в Зовнішній Світ, підозрюючи, що за нападом стоїть імператор Зовнішнього світу Шао Кан. Вони планують завадити Скорпіону воскресити похованих там найжорстокіших воїнів, такі як Шан Цзун. Лю Кан перемагає Скорпіона при допомозі Саб-Зіро, а Рейден відправляє Скорпіона з його воїнами в інший світ.
Однак, Комодай («Рептилія») приводить на Землю власну армію та пошкоджує своєю кислотою імплантати Джакса. Джакс через це втрачає впевненість у собі, а Соню викрадає Комодай. На Землю вторгаються чотирирукі шокани на чолі з Шивою, і інші Захисники Землі змушені боротися з ними, поки Джакс розшукує Соню. Покладаючись на винахідливість, Джакс перемагає Комодая та визволяє Соню.
В Новій Гвінеї з'являється Рейн, колишній коханий Кітани, якого вона вважала був загиблим. Рейн повідомляє Захисникам, що Шао Кан шукає магічний жезл, але насправді відволікає їх і викрадає Кітану. Лю Кан наздоганяє Рейна, той тікає, а Лю Кан і Кітана за допомоги Рейдена переносяться додому.
Саб-Зіро зустрічається зі своїм давнім другом, кіборгом Смоуком, про якого багато років не було новин. Смоук отримує наказ знищити Саб-Зіро, але опирається і врешті пересилює контроль своїх хазяїв.
Найманець Кано з клану Чорного Дракона створює фальшиві портали, відволікаючи увагу Захисників. Рейден допомагає знайти лігво клану під однією з єгипетських пірамід. Соня долає Кано, але той підриває піраміду, змусивши героїв тікати, і зникає сам. Згодом у битві з шоканами Соня не виконує наказ, в результаті чого Страйкер зазнає важкого поранення. Її лишають на базі, коли на неї нападають шокани. Згідно з наказами Страйкера, Соні вдається відбити атаку.
Чаклун Куан Чі викрадає магічний кристал, здатний пробудити все найгірше в людській душі. З його допомогою чаклун накладає прокляття на Захисників, змусивши їх ворогувати між собою. Земля лишається без захисту, за винятком Нічного Вовка, на якого не подіяв кристал. Героям вдається пересилити вплив кристала, подолати суперечності та допомогти Нічному Вовку знищити кристал, а потім прогнати Куан Чі з Землі.
Шао Кан воскрешає чаклуна Шан Цзуна і дає йому сферу, здатну контролювати стихії. Чаклун створює природні лиха на Землі та ослаблює Рейдена. Зхаисники потрапляють в пастку Шан Цзуна, проте Рейден, навіть без своїх магічних сил, визволяє їх. Рейдену вдається вигнати Шан Цзуна в Зовнішній світ, а сферу викинути в інший світ.
Кітана прибуває в світ амазонок, аби помститися їхній очільниці Зарі. В свою чергу Зара шукає два мечі, якими можна відкривати портали між світами. Дізнавшись про це, Джакс, Соня й Кітана прибувають в світ амазонок, але Зара бере Джакса в заручники. Щоб врятувати товариша, Кітана й Соня повинні знайти один з мечів. Розшукавши зброю, героїні рятують Джакса, а Кітана викидає мечі в інший світ.
Соня і Саб-Зіро шукають нове лігво клану Чорного Дракона. Вони потрапляють в пастку, але їх рятує Кабал, вигнаний з клану. Кабал розповідає, що Шао Кан дізнався про пророцтво, згідно з яким Кабал стане на бік добра, тому наказав його вбити. За допомоги Кабала Захисники перешкоджають планам Кано привести армію з Зовнішнього світу. Герої пропонують Кабалу приєднатися до них, але той вирішує боротися зі злом наодинці.
Джакс вирішує покинути команду, але стикається з агенткою Шао Кана, що намагається вивідати розташування бази Захисників Землі. Джакса схоплюють ніндзя Ермака і ув'язнюють під замком Шао Кана. Його друзі, таємно слідкуючи за ним, поспішають на допомогу, але самі потрапляють в пастку. Проте їх вдається знайти таємний вихід, після чого Джакс визнає, що повинен продовжити боротьбу проти Шао Кана.
Ослабивши головних слуг Шао Кана, захисники Землі готуються до вирішальної битви з імператором Зовнішнього світу. Тим часом Кітана укладає угоду з Шівою аби завдяки її шоканам підняти повстання проти батька. Дізнавшись про це, Захисники Землі ухвалюють рішення приєднатися до повстання. Однак, під виглядом Шіви криється Шан Цзун, який розповідає про зраду Кітани імператору. Тож коли Захисники Землі прибувають в Зовнішній світ, вони опиняються оточені ворогами. Шан Цзун, однак, мріє відібрати владу в Шао Кана, тому об'єднується з Шівою. Знаючи, що Шан Цзун буде ще гіршим за Шао Кана, Рейден втручається в його плани, привівши кентавра Мотаро з його військом. Між Шівою та Мотаро, які ненавидять одні одних, спалахує бій, скориставшись яким Захисники Землі та Кітана тікають на Землю.

## Актори
- Кленсі Браун — Райден
- Браян Точі — Лю Кан
- Крі Саммер — Кітана
- Люк Перрі — Саб-Зіро
- Доріан Харевоод — Джакс
- Олівія д'Або — Соня Блейд
- Тод Тавлі — Нічний вовк
- Рон Перлман — Страйкер

## Список серій
- Битва починається знову;
- Атака Скорпіона;
- Бій з ніндзя-рептилією;
- Викрадення Кітани;
- Старі друзі ніколи не помирають;
- Напад чорних драконів;
- Битва з шоканами;
- Секрет Кван Чі;
- Воскресіння;
- Мечі амазонок;
- Невидимий союзник;
- Покинутий;
- Повстання.

## Цікаві факти
- USA Network в той же час запустила показ ще одного серіалу за мотивами відеоігор-файтингів — «Вуличний боєць», для якого було знято вдвічі більше серій (26).
- Кун Лао, Джонні Кейдж, Міліна, Сіндел, Джейд, Нуб Сайбот, Горо і Кінтаро в серіалі не з'явилися і їх відсутність ніяк не було пояснено. Крім того, вони навіть не були жодного разу згадані в серіалі. Однак Великий Кун Лао — предок сучасного Кун Лао, пізніше став головним героєм телесеріалу «Смертельна Битва: Завоювання».
- В кінці епізоду «Resurrection» можна помітити таємничу постать, що вбігає в портал слідом за сферою. Особа цієї людини ніколи повністю не розкривалася, але в інших мультсеріалах, що демонструвалися на каналі «USA Network» паралельно зі «Смертельною битвою», таких як «Вуличний боєць» і «Wing Commander Academy», він теж фігурує. Цей епізод, також як і по одному епізоду зі згаданих мультсеріалів, був великим кросовером, в якому людина, що біжить крізь портал за сферою, слідує за нею зі свого всесвіту, щоб запобігти її потраплянню в злі руки. У кожному з серіалів сфера володіла дещо різною силою і впливом.
- Незважаючи на орієнтованість мультсеріалу на шанувальників серії ігор, він все ж призначений для набагато молодшої аудиторії і тому містить мінімум насильства. Під час флешбеків демонструється сцена бою Лю Кана і Саб-Зіро з першого фільму, в ході якої Саб-Зіро-старший був заморожений водою, вилитої на нього Лю Каном, тоді як у фільмі вода перетворилася на бурульку і проткнула Саб-Зіро.
- Незважаючи на те, що Барака не з'являється в серіалі, лідер раси номадів носить ім'я «Карубрак», що вельми схоже з анаграмою імені «Барака». Крім того, ця раса тут згадується як номади, а не Таркатани.